# Обслуговування державного боргу
Обслуго́вування держа́вного бо́ргу — це комплекс заходів держави з погашення позик, виплати відсотків за ними, уточнення і зміни умов погашення випущених позик.
Обслуговування зовнішнього боргу здійснюється в процесі виконання державного бюджету. Розрахунки належних до сплати сум із погашення та обслуговування зовнішнього боргу виконуються в доларах США. Перерахунок у національну валюту проводиться за прогнозним курсом валют до гривні. Безпосередньо оплату здійснює державна скарбниця.
Обслуговування державного внутрішнього боргу країни здійснюється Міністерством фінансів України за допомогою банківської системи України проведенням операцій із розміщення облігацій внутрішніх державних позик, інших цінних паперів, їхнього погашення та виплати доходу за ними у вигляді процентів тощо.